# Список серий «Наруто: Ураганные хроники» (сезоны 21—24)
Здесь представлен список серий аниме-телесериала Наруто: Ураганные хроники, их краткое содержание, даты выхода на родине, а также главы манги, по которым они сняты.

## Список серий

### Сезон 21: Свитки ниндзя Дзирайи ~Сказание о герое Наруто~ (2015—2016)
| # | №   | Заглавие                                                              | Экранизированные главы манги | Трансляция в Японии  |
| --- | --- | --------------------------------------------------------------------- | ---------------------------- | -------------------- |
| 652 | 432 | Ниндзя-неудачник «Отикоборэ Синоби» (落ちこぼれ忍者)                  | Нет (филлер)                 | 1 октября 2015 года  |
| Показана другая история, описанная в романе Дзирайи. Цунадэ открывает рукопись, которую Саннин только что закончил. После нападения Девятихвостого Кусина и Минато остались живы, Наруто стал дзинтюрики, а Утиха и Сэндзю заключили перемирие. По приказу Четвёртого Хокагэ все гэнины были отправлены на миссию S-ранга. |     |                                                                       |                              |                      |
| 653 | 433 | Вылазка: Поисковая миссия «Сюцугэки — Тансаку Нимму» (出撃・探索任務) | Нет (филлер)                 | 8 октября 2015 года  |
| Миссия началась, поэтому все гэнины отправляются в путь вместе с сопровождающими их дзёнинами, но внезапно все сэнсэи таинственным образом пропадают, лишь команда Гая засекла нити чакры под землёй. Команды предприняли, каждый свои, действия. Сакура, Наруто и Саскэ отправились на поиски, однако, путь им преградил Хидан. Команда Курэнай решает найти всех остальных, чтобы объединиться и искать наставников вместе. Сикамару предлагает своей команде положиться на сенсоров, поэтому Ино и Тёдзи остались сидеть на месте, ожидая Кибу, Сино и Хинату. На них нападают Нагато, Конан и Яхико. |     |                                                                       |                              |                      |
| 654 | 434 | Команда Дзирайи «Ти:му — Дзирайя» (チーム・ジライヤ)                  | Нет (филлер)                 | 15 октября 2015 года |
| Cикамару, Ино и Тёдзи вступают в бой с Яхико, Конан и Нагато. Акацуки представляются командой Дзирайи, всячески нахваливая своего наставника, и сообщают о своих благих намерениях. Команда Дзирайи теснит гэнинов Конохи в лес, к самой деревне, которая оказывается совсем необитаемой. Жители покинули свои дома. В это же время бой Хидана и команды № 7 продолжается, но появившийся Какудзу остановил своего напарника. Отступники с Какаси на плечах отправились собирать других дзёнинов. Хината, Киба и Сино напали на след команды Асумы, поэтому по следам битвы отправились в деревню. В это же время Сакура, Наруто и Саскэ встречаются с Нэдзи, Рок Ли и Тэн-Тэн, которые показывают, что и Гай потерял свой кунай, который дзёнинам для страховки дал Жёлтая молния Конохи. Сикамару, Ино и Тёдзи замечают двух детей на пустых улицах и идут за ними в дом, чтобы узнать информацию, однако там их уже поджидают Яхико, Конан и Нагато. Последний, видя символ Конохи на гэнинах, впадает в панику и мощной атакой разрушает дом. Дети падают в образовавшуюся яму, команда Дзирайи бросается вниз за ними, а Сикамару приказывает своим не вмешиваться в это. |     |                                                                       |                              |                      |
| 655 | 435 | Приоритеты «Ю:сэн Дзюнъи» (優先順位)                                  | Нет (филлер)                 | 22 октября 2015 года |
| Саскэ, Сакура, Наруто, Тэн-Тэн, Рок Ли и Нэдзи добрались до пустой деревни, чтобы объединиться с остальными, но столкнулись с мощной техникой, которая приняла вид сферы. Ребята остановились для наблюдения. Сикамару, Ино и Тёдзи решили пойти дальше, оставив спасение детей на Акацуки. Спустившись под деревню, Яхико, Нагато и Конан оказываются возле каналов с водой, протекающими под ней. Они ищут детей между грудами досок и камней, но приходят к выводу, что мальчиков смыло сильным течением. Нагато, почувствовав что-то, бежит вперёд к огромному туннелю. Детей там не оказывается, однако течение ускоряется, и на синоби надвигается зверь. Хината, Сино и Киба добрались до деревни, но из-за поднявшейся пыли, Инудзука потерял след команды Асумы. Сами же Сикамару, Ино и Тёдзи встречают мать мальчиков, которая молится при храме, что построен в честь мифического существа, охраняющего деревню. Женщина рассказала гэнинам о том, что чужеземцы попросили жителей покинуть свои дома на время боя, который планировался здесь. В это время команды Какаси и Гая увидели в сфере всех своих дзёнинов, захваченных врагом. Ребята решают сначала доложить в Коноху о случившемся, чтобы не рисковать, но Наруто бросается прямо в ловушку. Нэдзи бежит за ним, оставив Саскэ за главного. Нагато, Яхико и Конан находят в подземелье, похожем на комнату, детей. Они пытаются спасти их от монстра, но таких тварей оказывается две, что сводит все попытки Акацуки к нулю. На помощь им приходит команда Асумы. Нэдзи и Наруто просыпаются в каком-то измерении, пройдя сквозь телепортационную технику. Никого, кроме них, там нет. В измерении появляется незнакомец в оранжевой маске, у него Нэдзи видит бякуган. |     |                                                                       |                              |                      |
| 656 | 436 | Человек в маске «Камэн-но Отоко» (仮面の男)                           | Нет (филлер)                 | 5 ноября 2015 года   |
| Незнакомец говорит, что знает многое о Конохе, даже больше, чем любой из ныне живущих. Незнакомец называет Нэдзи по имени и предлагает идти с ним, если он хочет знать правду о Конохе. Нагато, Яхико, Конан и команда Асумы спасают детей и отводят их домой. Яхико говорит команде Асумы что не ожидал, что ниндзя из Конохи способны ослушаться приказа ради спасения детей и предлагает им путешествовать вместе с ним, Нагато и Конан чтобы распространять идеи Дзирайи. Сикамару воспользовался этим предложением чтобы узнать больше информации о том, куда пропали Асума и другие дзёнины. |     |                                                                       |                              |                      |
| 657 | 437 | Сила печати «Фу:ин Сарэси Тикара» (封印されし力)                      | Нет (филлер)                 | 12 ноября 2015 года  |
| Цунадэ продолжает читать рукопись Дзирайи. К ней подходит Сидзунэ и предлагает поужинать. Рассказ продолжается тем, что Нэдзи решает выслушать незнакомца и идёт за ним. Наруто пытается вмешаться, но человек в маске блокирует его тэнкэцу, после чего незнакомец и Нэдзи перемещаются в другое пространство. Там к ним выходят на связь Нагато, Яхико и Конан и предоставляют отчёт о гэнинах Конохи. В это же время Саскэ и Сакура вступают в бой с Сасори, в ходе которого тот наносит Саскэ отравляющую рану. Парализованный Наруто просит чакры у Лиса, чтобы он смог восстановиться, но Девятихвостый отвечает, что это невозможно, пока Наруто не научится контролировать огромный поток чакры и тем самым ехидно подначивает его снять сдерживающую печать. Внезапно перед Удзумаки появляется Дзирайя. |     |                                                                       |                              |                      |
| 658 | 438 | Правила или товарищи? «Окитэ ка, Накама ка» (掟か、仲間か)            | Нет (филлер)                 | 19 ноября 2015 года  |
| Сакура наносит удар по Сасори, после чего он отступает. Затем Сакура полностью извлекает яд из тела Саскэ и начинает его лечить. Дзирайя восстанавливает тэнкэцу Наруто и предлагает ему ослабить печать Кюби. Ли и Тэн-Тэн, убегая от атак преследовавшего их врага, встретились с командами Асумы и Курэнай. Они все вместе решают пойти на помощь Сакуре и Саскэ, где их уже поджидает Сасори с призванной сотней марионеток. Дзирайя ослабляет печать и Наруто охватывает покров Лиса — четырёххвостая форма. |     |                                                                       |                              |                      |
| 659 | 439 | Дитя пророчества «Ёгэн-но Ко» (予言の子)                              | Нет (филлер)                 | 26 ноября 2015 года  |
| Дзирайя сражается против четырёххвостого Наруто-Лиса. Он сильно ранит Дзирайю, ломая ему несколько рёбер. Саскэ нападает на марионеток Сасори, понимая что справиться будет не просто. Гэнины Скрытой Листвы присоединяются к бою, чтобы защитить Саскэ, но Сасори призывает ещё больше кукол, дабы показать синоби настоящий ад. Наруто берёт под контроль чакру Девятихвостого и приходит на помощь друзьям. Вспоминая тренировки с его отцом, он осваивает технику Расэнган и с помощью Множественного теневого клонирования одолевает марионеток Сасори. В конце Нэдзи обращается к человеку в маске, называя его отцом. |     |                                                                       |                              |                      |
| 660 | 440 | Птица в клетке «Како-но Тори» (籠の鳥)                                | Нет (филлер)                 | 3 декабря 2015 года  |
| Нэдзи возвращается к своим друзьям и рассказывает, что всё это было экспериментом для них. Человек в маске распускает команду наёмников и просит команду Дзирайи (Нагато, Яхико и Конан) помочь эвакуировавшимся сельчанам вернуться в свои дома. Конан создаёт бумажных бабочек, которые указывают путь гэнинам к месту, где находятся их наставники. Они находят своих учителей и к синоби Конохи является человек в маске. Под ней скрывался Хидзаси Хюга — давно умерший отец Нэдзи. Как оказалось, это Оротимару вернул его к жизни при помощи техники Эдо Тэнсэй. Хидзаси и Нэдзи остаются наедине, чтобы поговорить по душам как отец и сын, в результате чего развеивается техника воскрешения — Хидзаси Хюга обретает покой. Яхико отправляется в селение, чтобы вернуть Комити его плюшевого мишку, как вдруг происходит большой взрыв. Нагато впадает в ярость, полагая, что Яхико был убит. |     |                                                                       |                              |                      |
| 661 | 441 | Возвращение «Кикан» (帰還)                                            | Нет (филлер)                 | 10 декабря 2015 года |
| Цунадэ жалуется на плохое окончание рассказа Дзирайи. Сидзунэ приносит ей завтрак и Цунадэ начинает читать вторую часть. Рассказ начинается с того, что четыре команды гэнинов отчитываются перед Четвёртым Хокагэ. Потом они решают в честь успешно выполненного задания отметить это дело трапезой. В больнице Дзирайю навещают Цунадэ, Минато и Хирудзэн. Он им сообщает о встрече с Оротимару, который принял другой облик, и что тот хочет через три года переселиться в новое тело. Саскэ просит Какаси обучить его новой технике. Наруто, узнав об этом, просится в ученики к Дзирайе. Утиха обучается Тидори, а Удзумаки совершенствует свой контроль над чакрой Кюби. Четвёртый показывает Наруто большую версию Расэнгана, а Саскэ, увидев это, хочет развить технику Тидори. |     |                                                                       |                              |                      |
| 662 | 442 | Общий путь «Тагай-но Мити» (互いの道)                                 | Нет (филлер)                 | 17 декабря 2015 года |
| Саскэ продолжает осваивать Тидори. Сакура принесла ему еду, но он отбрасывает её. Тогда вступается Наруто, после чего начинается бой, который останавливает Четвёртый Хокагэ. В разговоре со своим отцом Саскэ заявляет, что собирается идти по собственному пути. Сакура сообщает Наруто, что Саскэ уходит из команды № 7. Это подтверждает Минато и говорит, что Саскэ решил вступить в Полицию Конохи. Наруто вместе с Дзирайей отправляется в путь, где он продолжает своё обучение. Сакура становится ученицей Цунадэ. Проходит три года, в ходе которых Наруто, Саскэ и Сакура осваивали новые техники. |     |                                                                       |                              |                      |
| 663 | 443 | Разница в силе «Тикара-но Со» (力の差)                                | Нет (филлер)                 | 24 декабря 2015 года |
| Отряд Полиции Конохи во главе с Саскэ жестоко расправляется с нарушителями, из-за чего местное население начинает бояться их агрессивных методов. Наруто возвращается в Деревню Скрытой Листвы и замечает, что улицы и лавки опустели. Он сталкивается с Саскэ, но их прерывает Дандзо. Следующей ночью к Дандзо приходит Утиха, чтобы узнать как стать сильнее и тот его направляет обучаться у Оротимару, одного из легендарных Саннинов. Саскэ покидает Деревню Листвы. |     |                                                                       |                              |                      |
| 664 | 444 | Покинувший деревню «Сато Нукэ» (里抜け)                               | Нет (филлер)                 | 14 января 2016 года  |
| Саскэ, покидая Коноху, встречает на пути Какаси и наводит на него мощное гэндзюцу. Сакура, подслушав разговор в больнице о его уходе к Оротимару, рассказывает об этом друзьям, после чего они планируют вернуть Саскэ обратно в деревню. Вместе с Наруто отправляется Сикамару. Вслед за ними Дандзо посылает лучших синоби из Корня АНБУ, чтобы те не добрались до Саскэ. Они быстро догоняют и сразу же нападают на Наруто и Сикамару. На помощь вовремя подоспевает команда Гая. |     |                                                                       |                              |                      |
| 665 | 445 | Преследователи «Оттэ» (追手)                                          | Нет (филлер)                 | 21 января 2016 года  |
| Дэйдара устраняет взрывом отряд синоби Песка, а Дзэцу наблюдает за этим. Хидан возмущается искусством Дэйдары, тогда как Какудзу подбирает не слишком повреждённое тело одного из убитых. Сикамару с друзьями продолжает дальше преследовать Саскэ. Рок Ли ввязывается в бой с одним из Корня и открывает Пятые Врата. Дзэцу, Дэйдара, Какудзу и Хидан встречаются с Сасори, который объясняет, что только благодаря Дэйдаре существует Акацуки, т. к. это был он ответственный за взрыв в том селении, где погиб Яхико. Сасори подстроил всё таким образом, что виной тому «оказался» Четвёртый Хокагэ и с того дня в Нагато и Конан зародилась мечта отомстить Конохе. Подходит очередь Тэн-Тэн сдерживать преследующих их АНБУ и она также берёт одного синоби на себя. |     |                                                                       |                              |                      |
| 666 | 446 | Столкновение «Сё:тоцу» (衝突)                                         | Нет (филлер)                 | 28 января 2016 года  |
| Нэдзи Хюга сражается против Анко; Сикамару Нара против Сая. Саскэ добирается до Оротимару. На пути к нему Наруто схвачен древесной техникой Ямато, но Удзумаки входит в четырёххвостую форму Лиса, что разрушает дзюцу Ямато. Утиха требует силы и Оротимару, кусая его, ставит Проклятую печать. Наруто слышит крик друга и останавливает чакру Девятихвостого. После чего он достигает Саскэ и видит его вместе с Оротимару. Между соперниками начинается бой, переходящий в ожесточённое сражение. Неожиданно вмешивается Итати Утиха, подставившись под мощную атаку младшего брата, и «умирает» у них на глазах. Наруто лежит без сознания; у Саскэ пробуждается мангэкё сяринган. |     |                                                                       |                              |                      |
| 667 | 447 | Другая Луна «Мо:хитоцу-но Цуки» (もう一つの月)                        | Нет (филлер)                 | 4 февраля 2016 года  |
| Наруто Удзумаки приходит в себя. Его товарищи сообщают, что АНБУ отступили. Пэйн нападает на Коноху, помещая её в огромный Тибаку Тэнсэй, который начинает сжимать деревню. Наруто и остальные, вернувшись в Скрытую Листву, обнаруживают на её месте кратер и сталкиваются с Шестью путями Пэйна. Наруто одолевает пять из них, но Путь Дэвов (тело Яхико) сражает его. Хината приходит к нему на помощь, но Пэйн «убивает» её. Удзумаки теряет контроль и входит в шестихвостую форму Лиса. Пэйн ловит его в другой Тибаку Тэнсэй. |     |                                                                       |                              |                      |
| 668 | 448 | Товарищ «Накама» (仲間)                                               | Нет (филлер)                 | 11 февраля 2016 года |
| Кусина является в подсознании Наруто и передаёт ему часть чакры запечатанной в ней половины Девятихвостого. Наруто прорывается сквозь Тибаку Тэнсэй и, овладев Режимом Лиса, побеждает Пэйна. Затем, используя чакроприёмник, он находит Нагато и Конан. В разговоре с Наруто Нагато вспоминает о Яхико и видит в Удзумаки схожесть со своим товарищем. После этого он отменяет технику — освобождает Деревню Скрытой Листвы. Саскэ Утиха убивает Оротимару, но теряет сознание от отравления. Его спасает Сасори и предлагает ему помощь Акацуки в достижении своих целей. Цель Саскэ — уничтожить Коноху. |     |                                                                       |                              |                      |
| 669 | 449 | Союз синоби «Синобитати-но Кё:эн» (忍連の共演)                        | Нет (филлер)                 | 18 февраля 2016 года |
| Синоби Скрытой Листвы отправляются на поиски Саскэ, в процессе чего они сталкиваются с Акацуки. Живой Итати Утиха является младшему брату, пытаясь узнать о его намерениях. Когда начинается борьба между Акацуки и ниндзя Конохи, то к своим бывшим товарищам присоединяется Саскэ Утиха. Против армии марионеток Сасори на помощь ребятам подоспевает Минато и синоби из других скрытых деревень. Сасори использует кукол Райкагэ, Мидзукагэ и Цутикагэ против Наруто, Саскэ и Сакуры. Дзирайя, прибыв с Нагато и Конан, берут Наруто в команду Дзирайи. Итати приходит, чтобы помочь Саскэ. Наруто и Саскэ объединяют свои силы и уничтожают Сасори. |     |                                                                       |                              |                      |
| 670 | 450 | Соперник «Райбару» (好敵手)                                           | Филлер + 678                 | 25 февраля 2016 года |
| Наруто и Саскэ вновь решают сразиться. Утиха использует Сусаноо, а Удзумаки Режим Хвостатого. После боя Наруто и Саскэ остаются друзьями и возвращаются в Коноху. На этом заканчивается вторая часть рассказа Дзирайи. Закончив чтение, Цунадэ уснула, но просыпается от слов Дана, который появляется перед ней как Хокагэ. Экранизация манги — в Бесконечном Цукуёми Цунадэ снится сон, в котором она и Дан идут по коридору, где они встречают Оротимару, Дзирайю и Наваки. |     |                                                                       |                              |                      |

### Сезон 22: История Итати ~Свет и тьма~ (2016)
| # | №   | Заглавие                                                           | Экранизированные главы манги | Трансляция в Японии |
| --- | --- | ------------------------------------------------------------------ | ---------------------------- | ------------------- |
| 671 | 451 | Рождение и смерть «Умарэру Иноти, Сину Иноти» (生まれる命、死ぬ命) | 678 + новелла                | 3 марта 2016 года   |
| Пойманные в Бесконечное Цукуёми видят сны о своих мечтах. Команда № 7 находится под Сусаноо, чей покров не пропускает свет действующего снаружи гэндзюцу. Саскэ вспоминает своего старшего брата. Начинается история об Итати. Показано прошлое ещё совсем юного Итати Утиха, который уже тогда познал ужасы Великой войны синоби. Он начинает рассуждать о том, что такое жизнь и смерть. Рождается Саскэ. |     |                                                                    |                              |                     |
| 672 | 452 | Гений «Исай» (異才)                                                | Нет (новелла)                | 10 марта 2016 года  |
| В инциденте с Девятихвостым, напавшим на Коноху, Итати вместе с новорождённым Саскэ пытается уцелеть от разрушительных атак Кюби. После похорон идёт восстановление Скрытой Листвы. По наставлению Дандзо клан Утиха был перемещён в отдалённую часть деревни, где Итати обучается у своего отца, Фугаку, их клановой технике «Стихия огня: Огненный шар». Итати скоро исполняется шесть лет, и он поступает в Академию ниндзя, где сразу же показывает высокие результаты. После одного года обучения он заканчивает Академию и становится гэнином. |     |                                                                    |                              |                     |
| 673 | 453 | Боль жизни «Иноти-но Итами» (命の痛み)                             | Нет (новелла)                | 17 марта 2016 года  |
| Итати, гуляя с отцом, встречает Идзуми Утиху и вместе с ней идёт к водоёму. Там они общаются и кушают данго, пока их не прерывает Тэнма с сообщением о следующей миссии — найти кота-ниндзя. Команда № 2 разделяется на две группы: Тэнма и Синко, Итати и дзёнин Юки (их капитан). В ходе задания Тэнма говорит напарнице, что это особенный кот. Его усы являются ингредиентом лекарства, которое нужно для его больного отца. Итати, подслушав это, сообщает о местонахождении ниндзя кота. Утихе удаётся поймать его так, что во время погони он смог кунаем обрезать усы, тем самым дезориентировав животное. На обратном пути в деревню Тэнма заявляет Итати, что отплатит ему за то, что тот спас его. Итати начинает понимать значение дружбы. Дома он вспоминает этот момент и то, как человек в маске убил Тэнму в одной из их миссий. Боль этих воспоминаний пробуждает сяринган у Итати. |     |                                                                    |                              |                     |
| 674 | 454 | Просьба Сисуи «Сисуи-но Ирай» (シスイの依頼)                       | Нет (новелла)                | 24 марта 2016 года  |
| Восемь лет — возраст, в котором был пробуждён сяринган Итати. Фугаку подмечает, что такое явление привлекает внимание к клану и говорит, что гордится своим сыном. Итати сопровождает дзёнина Сисуи в тренировочной миссии из трёх частей. Первая — они выслеживают беглеца; вторая — разбивают лагерь. Во время трапезы Утихи слышат звуки борьбы, и начинается последняя часть. Член АНБУ Конохи атакован тремя из Корня АНБУ и как оказалось это уже не тренировка. Итати и Сисуи начинают драться против Корня. Они слышат сигнал от наблюдавшего за тренировкой дзёнина и Корень отступает. Прибывшие синоби Листвы спрашивают о случившемся, но Сисуи отвечает, что не видел их лиц. Спустя несколько лет Итати Утиха вступает в АНБУ. |     |                                                                    |                              |                     |
| 675 | 455 | Лунная ночь «Цукиё» (月夜)                                         | Нет (новелла)                | 7 апреля 2016 года  |
| Фугаку поздравляет Итати со вступлением в АНБУ. Сисуи вверяет ему свой оставшийся глаз и совершает самоубийство, отчего у Итати пробуждается мангэкё сяринган. Из-за инцидента с Сисуи у него возникают разногласия с кланом. Итати повышают до капитана АНБУ и поручают следить за Утиха, где становится неспокойно. В храме Нака (яп. 南賀ノ神社 Нака-но Дзиндзя) Фугаку говорит Итати, что надписи на каменной плите могут прочитать только носители сярингана, но с помощью мангэкё, который есть у его сына, можно узнать больше информации. Фугаку показывает свой мангэкё, полученный во время Третьей великой войны, и разъясняет ситуацию о разгорающемся конфликте между кланом и деревней. Итати сообщает начальству о надвигающемся перевороте. Несмотря на желание Хирудзэна решить всё дипломатией, Дандзо ставит ультиматум Итати относительно убийства Утиха. Итати находит человека в маске и просит его помочь. Наступает та самая ночь, когда Итати Утиха вырезал весь свой клан, оставив в живых только младшего брата. Став нукэнином, он присоединяется к Акацуки, где его партнёром становится Дзюдзо Бива. |     |                                                                    |                              |                     |
| 676 | 456 | Тьма Акацуки «Акацуки-но Ями» (暁の闇)                             | Нет (новелла)                | 14 апреля 2016 года |
| Дзюдзо (в прошлом один из Семи мечников Тумана) спрашивает Итати о его способностях, после чего они совершают убийство и подрывают мост. Пэйн созывает Акацуки, чтобы сообщить об их следующей цели — поиск и поимка всех бидзю. Дзюдзо и Итати дают задание убить даймё в Стране Воды. Они выполняют свою миссию, но затем их преследуют Четвёртый Мидзукагэ и АНБУ Тумана. Бива и Утиха устраняют АНБУ, однако Ягура в покрове чакры Трёххвостого начинает их теснить, пока Итати не использует на нём Аматэрасу. Дзюдзо Бива умирает от полученной раны. Об этом сообщает Пэйн на собрании Акацуки, где выясняется, что Какудзу убил своего напарника и теперь организация нуждается в новых участниках. Оротимару предлагает объединиться с Итати. При встрече он пытается схватить Утиху, но попадается в гэндзюцу. На помощь Оротимару приходит Кабуто Якуси, и они скрываются. Новым партнёром Итати становится Кисамэ Хосигаки. |     |                                                                    |                              |                     |
| 677 | 457 | Партнёр «Айбо:» (相棒)                                             | Нет (новелла)                | 21 апреля 2016 года |
| Сасори, Итати и Кисамэ вербуют Дэйдару в Акацуки. Пэйн приказывает Сасори и его новому партнёру Дэйдаре убить Оротимару за то, что тот предал и покинул организацию. Они прибывают в Страну Ветра и сталкиваются с Оротимару. Сасори атакует его марионеткой Третьего Кадзэкагэ, в то время как Оротимару призывает воскрешённого Третьего Кадзэкагэ. Вскоре Третий освобождается из-под контроля Саннина, и Дэйдара взрывает его логово. Акацуки получают задание от Страны Горячих Источников (яп. 湯の国 Ю-но Куни) убить орудующего там маньяка — Хидана. Какудзу, Итати и Конан отправляются на эту миссию, в ходе которой вербуют бессмертного в свою организацию. Он становится партнёром Какудзу. Пэйн сообщает о нападении Оротимару на Деревню Скрытой Листвы и что тот потерпел поражение. Третий Хокагэ был убит. Пэйн посылает на разведку вызвавшегося Итати и поручает ему дзинтюрики Листвы. Итати и Кисамэ прибывают в Коноху. |     |                                                                    |                              |                     |
| 678 | 458 | Правда «Макото» (真)                                               | 678—679 + флешбэк            | 28 апреля 2016 года |
| Флешбэк: встреча Итати и Саскэ (в первой части сериала); Сиппудэн — встреча Итати с Наруто, бой между братьями, воскрешённый Итати Утиха прощается с Саскэ... На этом заканчивается история Итати и действие переносится в настоящее время. Прекращается сияние, исходящее от поверхности Луны, после чего Саскэ рассеивает своего Сусаноо. С небес спускается Мадара Утиха и намеревается избавиться от команды № 7, тогда как Чёрный Дзэцу внезапно пронзает его ударом в спину прямо через сердце. Он начинает поглощать дзинтюрики Дзюби, при этом впитывая огромными потоками бьющую из-под земли чакру пойманных в Бесконечное Цукуёми. Под конец поглощения формируется женщина. Имя ей — Кагуя Оцуцуки. |     |                                                                    |                              |                     |

### Сезон 23: Происхождение Нинсю ~Две души: Индра и Асюра~ (2016)
| # | №   | Заглавие                                                                 | Экранизированные главы манги   | Трансляция в Японии |
| --- | --- | ------------------------------------------------------------------------ | ------------------------------ | ------------------- |
| 679 | 459 | Стоявшая у истоков «Хадзимари-но Моно» (はじまりのもの)                  | 679—681                        | 5 мая 2016 года     |
| В мир вернулась прародительница чакры — Кагуя Оцуцуки. Возрождённая богиня перемещает команду № 7 и Обито в измерение с лавой, дабы стереть их с лица земли. Хасирама освобождается от стержней Мадары, в то время как другие Хокагэ направляются на поиск Наруто и остальных. Удзумаки спасает своих товарищей благодаря тому, что, оказывается, он может летать. Кагуя нападает на него, и они обмениваются мощными атаками. Кагуе удаётся захватить Наруто и Саскэ. Чёрный Дзэцу проявляется у неё из рук и начинает поглощать их чакру, повествуя им историю о своей матери, Кагуе. |     |                                                                          |                                |                     |
| 680 | 460 | Кагуя Оцуцуки «О:цуцуки Кагуя» (大筒木カグヤ)                            | Нет (филлер)                   | 12 мая 2016 года    |
| Много веков назад упал метеорит, и на его месте выросло дерево. Спустя годы местные жители возле дерева становятся свидетелями сияющего объекта, что движется по небу. Молодой правитель Страны Предков (яп. 祖の国 Со-но Куни), Тэндзи, посылает своих воинов в то место, куда спустился этот «свет» и они возвращаются с таинственной женщиной. Она представляется как Кагуя — защитница Божественного древа. Тэндзи влюбляется в неё, поскольку они оба разделяют стремление к миру, но между его Страной Предков и враждебно настроенной Страной Это (яп. 彼の国 Ка-но Куни) разгорается конфликт. Люди из Страны Это пытаются похитить Кагую, но она с лёгкостью их убивает. Из-за этого Тэндзи попадает в сложное положение и чтобы сохранить мир ему приходится отдать приказ — найти и обезглавить Кагую. Её обнаруживают и начинают преследовать. Преданная Кагуя устремляется к Божественному древу и съедает его плод. У неё проявляется третий глаз, риннэ сяринган, и она взмывает в небо, где открывает «окно» в другой мир (в котором есть подобный Луне спутник) и приводит в действие Бесконечное Цукуёми. |     |                                                                          |                                |                     |
| 681 | 461 | Хагоромо и Хамура «Хагоромо то Хамура» (ハゴロモとハムラ)                | Нет (филлер)                   | 19 мая 2016 года    |
| У Кагуи родилось двое сыновей-близнецов — Хагоромо и Хамура. Однажды, решая конфликт из-за воды между фермерами, братья встречают жабу по имени Гамамару, который указывает им в сторону гор, что окружают Божественное древо. Он им рассказывает, что за ними находится настоящее Синдзю и то, что земля слабеет из-за него. Хагоромо и Хамура проходят через горы и обнаруживают там «склад» безжизненных людей, что присоединены к корням Божественного древа. Среди них они находят девушку Хаори, в которую был влюблён Хагоромо и у него пробуждается сяринган. Позже братья снова встречают Гамамару и они отправляются в Страну Жаб (яп. 蝦蟇の国 Гама-но Куни), где он показывает им через Камень Памяти как появилось Божественное древо и события связанные с Кагуей. Хагоромо решает противостоять своей матери и просит жабу научить его использовать природную энергию. |     |                                                                          |                                |                     |
| 682 | 462 | Построенное прошлое «Цукурарэта Како» (造られた過去)                     | Филлер + 681                   | 26 мая 2016 года    |
| Хагоромо заканчивает своё обучение у жабы-отшельника и приходит к Кагуе. В разговоре с матерью он просит прекратить её злодеяния и дать шанс любви, но она решает забрать у него свою силу. Хамура под воздействием Кагуи нападает на своего брата. Во время сражения Хагоромо наносит ему смертельный удар. У него пробуждается риннэган, а на лбу проявляется мангэкё сяринган. Находясь при смерти, к Хамуре возвращается воля и с помощью печати Гамамару его спасает старший брат. Начинается разрушительный бой между Кагуей/Десятихвостым и её сыновьями. Экранизация манги — выясняется, что Десятихвостый это и есть Кагуя; это воплощение Божественного древа и воля Кагуи, пытающихся вернуть обратно свою чакру. Чёрный Дзэцу («дитя» Кагуи) рассказывает о том, как готовил возрождение своей матери. |     |                                                                          |                                |                     |
| 683 | 463 | Непредсказуемый номер один! «Игай-сэй Намба:ван!» (意外性ナンバーワン！) | 681—683                        | 2 июня 2016 года    |
| Наруто освобождает себя и Саскэ от Чёрного Дзэцу и ошеломляет Кагую, превратившись в группу обнажённых парней. Саскэ телепортирует её между собой и Наруто, почти устанавливая физический контакт для запечатывания, но она перемещает всех в ледяное измерение. Кагуя разделяет Наруто и Саскэ, выкинув Утиху в измерение с пустыней, и остаётся сражаться один на один с Удзумаки, используя против него природу этого мира: лавины снега и скалы льда. Обито приходит в себя после того как его исцелил теневой клон Наруто и решает помочь найти Саскэ при помощи своего Камуи. В реальном мире четверо Хокагэ находят нижнюю половину Мадары, из которой появляется чакра Мудреца Шести Путей. |     |                                                                          |                                |                     |
| 684 | 464 | Нинсю «Нинсю:» (忍宗)                                                    | Нет (филлер)                   | 9 июня 2016 года    |
| Мудрец Шести Путей объясняет четверым Хокагэ происхождение Нинсю. После того, как была запечатана Кагуя, Хагоромо начал бродить по миру, чтобы восстановить земли, разрушенные во время сражения с Десятихвостым. Он приходит к сломанному мосту и решает восстановить его, несмотря на протесты Футами, вора, который из-за этого теперь не сможет промышлять свои дела. Но несколько дней спустя Футами начинает помогать отшельнику. Позже к ним присоединяются местные, и они все вместе достраивают мост. Изменив свой путь, Футами уходит с Хагоромо. Когда они узнают друг друга получше, Хагоромо делится с ним своей силой (чакрой) и берёт в ученики. Со временем, в путешествии Хагоромо появляются ещё ученики, и он также передаёт им свою чакру. Эту связь он назвал «Нинсю». Его последователей становится больше, и они распространяют Нинсю по всему миру. После длительного путешествия, выполнив свой долг, Хагоромо возвращается домой, где женится и становится отцом двух сыновей — Индры и Асюры. |     |                                                                          |                                |                     |
| 685 | 465 | Асюра и Индра «Асюра то Индора» (アシュラとインドラ)                     | Нет (филлер)                   | 16 июня 2016 года   |
| С детства Индра и Асюра были — не разлей вода. Они вместе учились и вместе играли. Индра, изучая Нинсю, изобретает «Печать» и «Дзюцу». В десять лет он осваивает техники, которые даже не может его отец, Хагоромо. Индру прозвали гением Нинсю. Его открытие значительно изменило Нинсю, придав ему практическое и повседневное использование. После тренировки Асюра идёт играть со своими друзьями. Они решают пойти охотиться на дикого кабана, который повредил их поля. В лесу Индра встречает ребёнка, замаскированное чёрное существо (Чёрного Дзэцу), который просвещает его, как пробудить истинную силу. Из-за этого Индра начинает бояться за младшего брата. Тем временем Асюра с друзьями выслеживают дикого кабана и подвергаются его нападению. Асюра находится в смертельной опасности, но вовремя прибывает Индра и спасает своего брата. У старшего пробуждается сяринган. С годами Индра становится жёстче, строже и более изолированным. Чёрное существо продолжает влиять на него. |     |                                                                          |                                |                     |
| 686 | 466 | Путешествие-испытание «Сирэн-но Таби» (試練の旅)                         | Нет (филлер)                   | 30 июня 2016 года   |
| Индра, следуя законам, следит за порядком в деревне. Несмотря на всю его строгость, Асюра верит, что сердце старшего брата не изменилось с того дня, когда тот спас его. Наступает день, когда Хагоромо должен выбрать своего преемника Нинсю. Хагоромо вручает сыновьям свитки и рассказывает, что в течение битвы, когда он запечатал свою мать, части Десятихвостого были разбросаны по всему миру и что во время путешествий они восстановили бо́льшую часть земель. В этих свитках написано, что есть два места, которые по-прежнему необходимо восстановить. Индра и Асюра должны отправиться в эти места и решить любую проблему, что там произошла. К младшему присоединяется Тайдзо, чтобы помочь ему в его путешествии. Долог и труден их путь. В один момент Асюра чувствует своей чакрой «Божественное древо» и, прибывая в назначенное место, они находят деревню с плодородной землёй. И всё вроде бы там хорошо. Но встретив девушку Канну, которая просит вылечить её мать, они обнаруживают больных от сильного воздействия чакры и могилы тех, кто слёг от этой болезни. Асюра вместе с Тайдзо и Канной решает пойти к «Божественному древу». Взобравшись на гору, они находят пещеру с корнями «Синдзю» и спускаются в неё. |     |                                                                          |                                |                     |
| 687 | 467 | Решение Асюры «Асюра-но Кэцуи» (アシュラの決意)                          | Нет (филлер)                   | 7 июля 2016 года    |
| Асюра выясняет, что сок «Божественного древа» вызывает у людей болезнь. Он действует как удобрение на землю и когда люди едят пищу, выращенную на этой земле, они отравляются ей. Асюра, Тайдзо и Канна приходят к старейшине, который объясняет, что до того, как «Божественное древо» начало питать землю, в этом месте царила засуха и голод, что приводили к бесчисленным смертям. Асюра рассказывает жителям деревни об опасности «Синдзю», но они прогоняют его. Асюра решает помочь деревне, не уничтожая «Божественное древо». Индра возвращается из своего путешествия и встречается с чёрным существом, которое продолжает влиять на него. Проходит год и возвращается Асюра вместе с группой людей из той деревни. Гамамару сообщает Хагоромо о деревне, в которой был Индра. Деревня, которую посетил Асюра, полагалась на водный источник «Божественного древа», поэтому он принял решение вырыть колодец. Жители деревни, узнав об этом, пришли помочь ему и Асюра обучил их Нинсю. Работая вместе, им удалось найти воду, а после — вылечить больных и уничтожить «Синдзю». Хагоромо решает объявить своего преемника Нинсю.                                                                                                   |     |                                                                          |                                |                     |
| 688 | 468 | Преемник «Ко:кэйся» (後継者)                                             | Нет (филлер)                   | 21 июля 2016 года   |
| Хагоромо выбирает Асюру в качестве своего преемника Нинсю. Индра спрашивает, почему отец не выбрал его, ведь он сделал то же самое, что и Асюра, только в одиночку. Хагоромо отвечает, что после того как Индра ушёл, жители деревни стали бороться за права на водные ресурсы, почти разрушив деревню. Он просит его помогать своему брату и поддерживать Нинсю, но Индра уходит с двумя последователями и ночью убивает их, поблагодарив за поддержку. Проводится праздник в честь назначения Асюры, на котором Хагоромо передаёт ему силу Шести путей. Внезапно нападает Индра и, явив свой мангэкё сяринган, использует Сусаноо. Хагоромо и другие последователи Нинсю присоединяются к Асюре и делятся с ним своей чакрой, с чьей помощью тот побеждает старшего брата. Индра заявляет, что никогда не признает ни Нинсю, ни Асюру и спустя какое-то время он основывает учение «Ниндзюцу». Хагоромо записывает на каменной плите, что сяринган приносит несчастье, однако чёрное существо искажает его запись в своих интересах. Хагоромо умирает от старости. Непрекращающаяся борьба между «Индрой» и «Асюрой» ведётся снова и снова. Мудрец Шести Путей заканчивает свою историю четверым Хокагэ.                                    |     |                                                                          |                                |                     |
| 689 | 469 | Специальная миссия «Токубэцу Нимму» (特別任務)                           | Спецвыпуск «Правда о его лице» | 28 июля 2016 года   |
| Команда № 7 снова пытается выяснить, как выглядит настоящее лицо Какаси. В этом им решает помочь фотограф Сукэа, который сообщает, что Какаси должен быть без маски в своей регистрационной фотографии ниндзя. Ночью они вчетвером проникают в хранилище секретных документов и, найдя ту самую фотографию, им почти удаётся увидеть лицо Хатакэ, но их задерживает отряд АНБУ. На следующий день Сукэа предлагает самому сфотографировать лицо Какаси, в то время когда он будет есть. Наруто угощает сэнсэя данго, но приходит Киба с Акамару и собака кидается на голубей, из-за чего на фотографиях Сукэи лицо Какаси закрыто голубем, Акамару или листвой. Команда № 7 собирается сдаться, тогда как к ней подходят команды № 8 и № 10 и они придумывают новый план, но и он в итоге проваливается. В своей квартире Сукэа снимает с себя маскировку, под которой, оказывается, всё это время был Какаси. Он приходит к выводу, что командная работа его команды стала намного лучше. |     |                                                                          |                                |                     |

### Сезон 24: Наруто и Саскэ (2016)
| # | №   | Заглавие                                                   | Экранизированные главы манги | Трансляция в Японии   |
| --- | --- | ---------------------------------------------------------- | ---------------------------- | --------------------- |
| 690 | 470 | Объединяющие мысли «Цунагару Омой» (繋がる想い)            | 684—685                      | 4 августа 2016 года   |
| Кагуя находится под натиском теневых клонов Наруто. Она отступает в своё главное измерение и Удзумаки следует за ней. Чёрный Дзэцу убеждает мать убить Наруто, несмотря на её желание поглотить его чакру. Кагуя стреляет костями и попадает в него, отчего Наруто рассыпается в прах. Поверив, что это был оригинал, Кагуя возвращается в ледяное измерение, а в главном появляются Обито и Сакура. Харуно использует Бякуго и передаёт свою чакру Обито, который начинает искать Саскэ, открывая порталы в другие измерения Кагуи. Чёрный Дзэцу определяет настоящего Наруто по Искателям истины. Обито и Сакура находят Саскэ в измерении с пустыней, которому удаётся пересечь портал благодаря своей способности перемещения. |     |                                                            |                              |                       |
| 691 | 471 | Я присматриваю за ними «Футари о Тянто» (二人をちゃんと)   | 686                          | 11 августа 2016 года  |
| Мудрец Шести Путей, разъяснив обо всём четверым Хокагэ, говорит им следовать его инструкциям. Обито вспоминает Рин. Кагуя использует Смертельные кости против теневых клонов Наруто, пытаясь убить настоящего. Какаси, наблюдая за происходящим, беспокоится о том, что он ничего не может сделать для остальных. Обито возвращается с Саскэ и Сакурой, в связи с чем Кагуя перемещает всех в измерение с сильной гравитацией, где каждого, включая саму Кагую, прижимает к земле. Она стреляет костями в Наруто и Саскэ, к которым бросаются Обито и Какаси, чтобы прикрыть их собой. Подоспев, они думают о Рин; Обито при помощи Камуи отсылает кость, что попала бы в Какаси, в то время как другая поражает его. |     |                                                            |                              |                       |
| 692 | 472 | Во что бы то ни стало «Омаэ ва Канарадзу» (お前は必ず)     | 687 + филлер                 | 18 августа 2016 года  |
| Обито, поражённый костью Кагуи, начинает обращаться в прах. Наруто пытается исцелить его, но Чёрный Дзэцу говорит, что это бесполезно, при этом издевательски принижает умирающего. Саскэ нападает на Кагую, но та перемещает всех в главное измерение. Обито благодарит Наруто и думает о своей мечте, представляя себя в роли Хокагэ. Перед тем как умереть он говорит Удзумаки, чтобы тот обязательно стал Хокагэ. Чёрный Дзэцу глумится над смертью Обито, из-за чего Наруто в ярости отсекает левую руку Кагуи, где находится её «дитя». В ином мире Обито воссоединяется с Рин. |     |                                                            |                              |                       |
| 693 | 473 | Возвращение сярингана «Сяринган, Футатаби» (写輪眼、再び)  | 688—689                      | 25 августа 2016 года  |
| Воссоединившись с Рин, Обито решает помочь Какаси и с помощью чакры, что соединяет оба мира, он перемещается в сознание Хатакэ, где передаёт ему силу своего сярингана. После атаки Наруто Расэнсюрикэнами бидзю, Кагуя не по своей воле превращается в Десятихвостого, химеру из хвостатых зверей, которая внешне походит на кролика, и начинает на всех нападать. Какаси, используя Сусаноо, спасает Сакуру и атакует Дзюби Камуи-сюрикэнами, тем самым отрывая ему четыре хвостообразные конечности. Неожиданно из-под земли бьёт чакра и поглощается Десятихвостым, вследствие чего вместо него образовывается огромный шар Искателя истины, а Кагуя восстанавливает свой прежний облик. У Какаси появляется план для команды № 7, благодаря которому им удаётся установить физический контакт с Кагуей, чтобы запечатать её. |     |                                                            |                              |                       |
| 694 | 474 | Поздравляю! «Омэдэто:» (おめでとう)                        | 690—691                      | 1 сентября 2016 года  |
| Наруто и Саскэ выполняют совместную технику «Шесть путей: Тибаку Тэнсэй». Хвостатые звери выходят из Кагуи, которая, приняв вид Гэдо Мадзо, запечатывается в исполинскую сферу, при этом часть формы «кролика» выплёвывает Мадару Утиху. Наруто бросает Чёрного Дзэцу (отсечённую руку Кагуи) в эту сферу, где его придавливают притягивающиеся в неё куски поверхности земли. Создаётся ещё одна «луна». Мудрец Шести Путей и все предыдущие Кагэ техникой призыва возвращают в реальный мир команду № 7, Хвостатых и Мадару. Какаси в своём сознании прощается с Обито и чакра Утихи уходит из него. Саскэ намеревается добить Мадару, но его останавливает Хагоромо, говоря, что дзинтюрики, из которого извлечены Хвостатые, долго не протянет. Хасирама и Мадара обмениваются последними словами и тот умирает. На рассвете Минато поздравляет Наруто с днём рождения; отец и сын прощаются друг с другом, тогда как предыдущие Кагэ возвращаются в иной мир. |     |                                                            |                              |                       |
| 695 | 475 | Долина Завершения «Сю:мацу-но Тани» (終末の谷)             | 692—693                      | 8 сентября 2016 года  |
| Воскрешённые Хокагэ возвращаются в иной мир. Саскэ Утиха заявляет, что намерен казнить нынешних Кагэ, которые находятся в Бесконечном Цукуёми и берёт под контроль риннэганом всех бидзю. Затем, объявив революцию, он применяет на них технику Тибаку Тэнсэй. Саскэ также заявляет о том, что собирается убить Наруто. Сакура просит его остановиться, но Утиха использует на ней гэндзюцу. Прибыв в Долину Завершения, Наруто говорит, что он остановит Саскэ и что не позволит ему стать Хокагэ. Саскэ решает объяснить Наруто, что значит для него быть Хокагэ. |     |                                                            |                              |                       |
| 696 | 476 | Последняя битва «Сайго-но Татакай» (最後の戦い)            | 694—696                      | 29 сентября 2016 года |
| Саскэ берёт в пример своего брата, Итати, которого считает истинным Хокагэ. Саскэ говорит, что решит все проблемы, сконцентрировав всю ненависть на себе и взяв под контроль каждую деревню, и что, совершив революцию, деревни больше не будут во тьме, лишь он станет тьмой. И поэтому чтобы стать Хокагэ, человеком, разорвавшим все узы, он должен устранить Наруто — его лучшего друга. Начинается бой между Саскэ Утихой и Наруто Удзумаки; в ход идёт тайдзюцу вперемешку с ниндзюцу. Саскэ, используя Сусаноо, и Наруто в Режиме Хвостатого сталкиваются кулаками, благодаря чему они понимают друг друга без слов, и продолжают сражаться. Они сходятся мощными атаками, в результате чего происходит огромная взрывная волна в виде шара, и в этот момент у них протекает мыслительный диалог. Наруто указывает на то, что пять деревень наконец-то объединились, но Саскэ возражает, что это только потому, что у них был общий враг и теперь, когда его нет, конфликты вновь возобновятся. Поэтому он решил стать общим врагом для всех, который будет следить за этим миром, управляя из тени — таково его видение Хокагэ. Саскэ объявляет себя самым сильным в мире. |     |                                                            |                              |                       |
| 697 | 477 | Наруто и Саскэ «Наруто то Сасукэ» (ナルトとサスケ)         | 696—698                      | 29 сентября 2016 года |
| Саскэ использует чакру Хвостатых заточённых в Тибаку Тэнсэй, вливая её в своего Сусаноо подобно Гэдо Мадзо, после чего образовывается новая форма Сусаноо. Наруто в Режиме Хвостатого делает несколько теневых клонов. Разворачивается масштабная битва, что перемещается в небо. Бидзю-Наруто с помощью природной энергии сливается с двумя клонами в единый аватар и создаёт огромные Расэнсюрикэн и Расэнсюрикэн-Бомбу Хвостатого. Саскэ запускает Стрелу Индры — свою самую сильную технику. После столкновения этих атак происходит колоссальный взрыв, который разрушает Долину Завершения, образуя ураганный вихрь в небесах. Наруто и Саскэ падают на землю рядом с обезглавленными статуями. Внезапно Утиха использует Аматэрасу, но Удзумаки защищается покровом Кюби. Истощённые, почти без чакры, они прибегают к тайдзюцу и продолжают бороться до тех пор, пока оба не обессиливают настолько, что едва могут стоять. Саскэ поглощает чакру Курамы, накопленную для Наруто, и готовится убить его, но Удзумаки удаётся контратаковать. Курама отдаёт ему остатки своей чакры и тот создаёт Расэнган против последней атаки Утихи — Тидори с Кагуцути. Наруто и Саскэ исчезают в сияющем взрыве, что уничтожает статуи основателей Конохи и то малое, что осталось от Долины Завершения. |     |                                                            |                              |                       |
| 698 | 478 | Печать примирения «Вакай-но Ин» (和解の印)                 | 698—699 + филлер             | 6 октября 2016 года   |
| Наруто и Саскэ думают, что они мертвы. Очнувшись, Саскэ обнаруживает, что лежит под ночным небом рядом с Наруто, который говорит, что если они будут двигаться, то умрут от потери крови. Саскэ спрашивает Наруто, почему он зашёл так далеко, на что Удзумаки отвечает, что он — его друг. Утиха спрашивает, что это значит для него. Наруто объясняет, что когда он видит, что Саскэ переживает трудные времена, то чувствует невыносимую боль, из-за которой он не может оставаться в стороне. Саскэ размышляет, что видя страдания Наруто, он тоже чувствовал боль и на самом деле завидовал ему. Саскэ видит воспоминания Наруто и понимает, что обрёл желание вернуться к своим друзьям. Утиха и Удзумаки просыпаются на рассвете, и они по-прежнему не в состоянии двигаться. На восходе солнца Саскэ признаёт своё поражение, а также — он признаёт Наруто. В конце выясняется, что каждый из них лишился руки. Разрушенные руки статуй, на которых лежат Наруто и Саскэ, и кровь, вытекающая из ран их рук, изображают печать примирения. |     |                                                            |                              |                       |
| 699 | 479 | Наруто Удзумаки!! «Удзумаки Наруто!!» (うずまきナルト！！) | 699, 700 + филлер            | 13 октября 2016 года  |
| Какаси и Сакура прибывают в то место, где находятся Наруто и Саскэ. Сакура начинает их лечить, и Саскэ просит у неё прощения. Наруто и Саскэ развеивают Бесконечное Цукуёми, затем Утиха освобождает хвостатых зверей. Проводятся похороны тех, кто погиб на войне. Какаcи выбран в качестве Шестого Хокагэ, а Сикамару становится его помощником. Гаара и остальные благодарят Наруто за их спасение. Тем временем Саскэ находится в тюрьме, а Гай в больнице. Наруто встречается с Ирукой и Какаси в Академии ниндзя и Хатакэ говорит, что назначит Удзумаки дзёнином, если он пройдёт два года обучения. Помилованный Саскэ решает отправиться в путешествие, чтобы искупить свои грехи. Сакура хочет пойти с ним, но он, тыкая её в лоб, обещает в следующий раз. Саскэ встречает Наруто, который возвращает ему его поцарапанный налобный протектор. |     |                                                            |                              |                       |